# Suscipe

Suscipe — латинське слово «отримувати». Має особливе символічне значення для римо-католицької віри, як назва багатьох молитов та мес, які починаються з цього слова в латинській месі. З нього починається «Реквієм».
Suscipe також часто асоціюється зі Св. Ігнатієм Лойолою, який включив однойменну молитву до своїх «Духовних вправ». Молитва бере своє походження з чернечих молитов, які утворились на основі читання тексту псалому 118. При створенні своєї Suscipe Св. Ігнатій спирається на ці попередні традиції.

## Контекст молитви Ігнатія
Ігнатій писав в книзі «Духовних вправ», що ця молитва дає кожному спосіб підготовки своєї душі, щоб позбавити себе від усіх невпорядкованих бажань й прагнень, щоб позбутися їх та шукати і знаходити Божу волю щодо свого життя на благо душі. 
«Suscipe» не подається в жодному з чотирьох тижнів Духовних вправ Св. Ігнатія, але була включена як додатковий матеріал щодо «Споглядання для досягнення любові» наприкінці вправи. 

## Текст молитви
«Господи, візьми і прийми всю мою свободу, пам'ять і розум, і всю мою волю – все, що маю і чим володію. Ти, Господи, все це дав мені – Тобі тепер повертаю: все Твоє. Розпоряджайся всім згідно з Твоєю волею; мені ж дай любов Твою і ласку, яких мені достатньо». (Духовні вправи, # 234)
Латинською: Suscipe, Domine, universam meam libertatem. Accipe memoriam, intellectum, atque voluntatem omnem. Quidquid habeo vel possideo mihi largitus es; id tibi totum restituo, ac tuae prorsus voluntati trado gubernandum. Amorem tui solum cum gratia tua mihi dones, et dives sum satis, nec aliud quidquam ultra posco.
Англійською: Take, Lord, and receive all my liberty, my memory, my understanding, and my entire will, All I have and call my own. You have given all to me. To you, Lord, I return it. Everything is yours; do with it what you will. Give me only your love and your grace, that is enough for me.